# برترام ولف
برترام ولف (بالإنجليزية: Bertram Wolfe)‏ هو مؤرخ أمريكي، ولد في 19 يناير 1896 في بروكلين في الولايات المتحدة، وتوفي في 21 فبراير 1977 في بالو ألتو في الولايات المتحدة.

## وصلات خارجية
- برترام ولف على موقع إن إن دي بي (الإنجليزية)